# Termodinamikai körfolyamat
A termodinamikai ciklus vagy termodinamikai körfolyamat egy sor termodinamikai állapotváltozás, melyek során a rendszer visszatér kezdeti állapotába. Az állapotjelzők csak a rendszer termodinamikai állapotától függenek, és így a ciklus végén kezdeti értéküket veszik ismét fel. A hő és a munka az állapotváltozások függvénye, értékük a ciklus alatt nullától különbözik. A termodinamika első főtétele kimondja, hogy a hőbevitel és az ennek rovására nyert mechanikai munka egymással egyenlő. (Illetve fordított működéskor a kinyert hő és az erre fordított mechanikai munka értéke egyenlő.) A ciklus periodikus természete lehetővé teszi a folyamatos működést, ezért a körfolyamat a termodinamika egyik fontos fogalma a hőerőgépek és hűtőgépek elméletének fontos eszköze. A körfolyamatok leírásánál gyakran használják a kvázistatikus folyamatok fogalmát, hogy modellezni lehessen a gyakorlatban előforduló gépeket.
A körfolyamat zárt görbét alkot a nyomás-térfogat (p-V) diagramban. A p-V diagramban az x tengelyre a V térfogatot, az y tengelyre a p nyomást visszük fel. A görbe által bezárt terület a körfolyamatból kinyerhető L mechanikai munkával egyenlő:
{\displaystyle {\text{(1)}}\qquad L=\oint p\ dV}.
Ez a munka egyenlő a rendszerbe bevezetett Qbe és elvont Qki hő Q különbségével:
{\displaystyle {\text{(2)}}\qquad L=Q=Q_{be}-Q_{ki}}.
Ha a körfolyamat a zárt görbét az óramutató járása irányába járja körül, akkor hőerőgép működésének felel meg és az L munka pozitív. Ha az óramutató járásával ellenkező irányban haladnak az állapotváltozások, akkor hőszivattyú körfolyamatát kapjuk, és az L munka negatív.

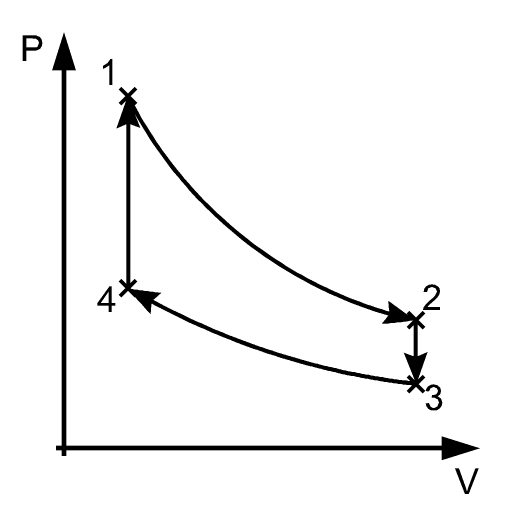
Egy példa-körfolyamat p-V diagramja.

## A körfolyamatok fajtái energiaátalakítás szerint
A körfolyamatok két fő csoportra oszthatók: erőgép ciklusokra és a hőszivattyú ciklusokra. Az erőgép ciklusok hőenergiát alakítanak át mechanikai munkává, a hőszivattyú ciklusok pedig kis hőmérsékletű hőt emelnek fel magasabb hőmérsékletűre mechanikai munka bevezetése árán. A ciklus milyensége attól függ, hogy melyik irányban folyik a körfolyamat. A nyomás-térfogat diagramban vagy a hőmérséklet-entrópia diagramban ábrázolt állapotváltozásoknál az óramutató járásával azonos irányban folyó ciklusok erőgép ciklusok, az óramutató járásával ellenkező irányú körfolyamatok hőszivattyú ciklusok.

Hőerőgép ciklus vázlata.

### Hőerőgép ciklusok
A hőerőgép ciklusok a hőerőgépek működésének alapját képezik, ezek szolgáltatják a világon termelt villamosenergia nagy részét és igen sok közlekedési eszköz hajtását. A hőerőgép ciklusokat a modellezett hőerőgépek szerint lehet felosztani. A legismertebbek a belsőégésű motorok ciklusai: az Otto-körfolyamat, mely a benzinmotort és a Diesel-ciklus, mely a dízelmotort modellezi. A külső hőközlésű ciklusok a Brayton-ciklus, mely a gázturbinát modellezi és a Rankine-ciklus, mely a gőzgépet és gőzturbinát modellezi. A hőerőművek leggyakoribb körfolyamata a Rankine-Clausius ciklus. A gőzkörfolyamatok pillanatnyilag legjobb elért hatásfoka 50-55%.  
A hőerőgép ciklusaokban a hőhasznosítás területén mélyebb hőmérsékletekre törekszenek, ami a hűtőgépeknél bevált közegek alkalmazását eredményezi. Ilyen pl. az ORC (szerves Rankine ciklus).  

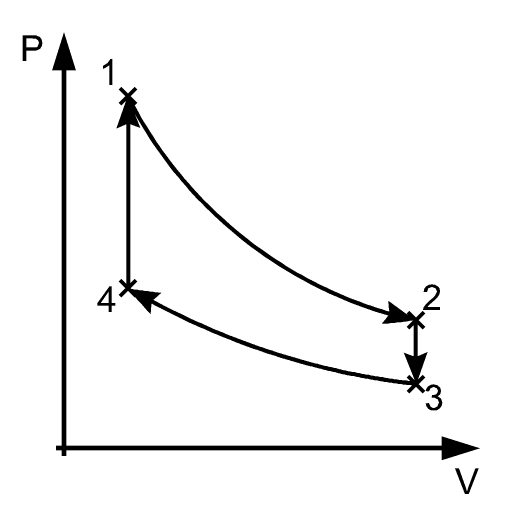
Az óramutató járása szerinti körfolyamat hőerőgépé. (A nyilak mutatják a körüljárási irányt.) A ciklus négy állapotból (a csillaggal jelölt pontok) és négy állapotváltozásból (vonalak) áll.

Például az ábrán látható négy állapotváltozásból álló körfolyamat által szolgáltatott mechanikai munka:
{\displaystyle {\text{(3)}}\qquad L=L_{1\to 2}+L_{2\to 3}+L_{3\to 4}+L_{4\to 1}}
{\displaystyle L_{1\to 2}=\int _{V_{1}}^{V_{2}}p\,dV,\,\,\,} pozitív, munkát szolgáltat
{\displaystyle L_{2\to 3}=\int _{V_{2}}^{V_{3}}p\,dV,\,\,\,} zéró munka, ha {\displaystyle V_{2}=V_{3}\,}
{\displaystyle L_{3\to 4}=\int _{V_{3}}^{V_{4}}p\,dV,\,\,\,} negatív, külső munkát igényel
{\displaystyle L_{4\to 1}=\int _{V_{4}}^{V_{1}}p\,dV,\,\,\,} zéró munka, ha {\displaystyle V_{4}=V_{1}\,}
Ha a térfogat nem változik a 4→1 és 2→3 állapotváltozás során, akkor a (3) egyenlet így egyszerűsödik:
{\displaystyle {\text{(4)}}\qquad L=L_{1\to 2}+L_{3\to 4}}

### Hőszivattyú és hűtőgép ciklus
A hőszivattyú és hűtőgép ciklus a hőszivattyúk és hűtőgépek fizikai modellje. A kettő között a különbség az, hogy a hőszivattyú esetében egy helyiség melegen tartása, a hűtőgépnél pedig egy hely hidegen tartása a cél. A leggyakrabban használt elv a gőzkompressziós hűtőgép ciklus, melynél olyan hűtőközeget használnak, mely a körfolyamat közben fázisváltást (halmazállapotváltozást) szenved. Az abszorpciós hűtőgép ciklusban a hűtőközeget elgőzölögtetés helyett folyadékban abszorbeálják. Ismert hűtőgép ciklusok: a fordított Brayton-ciklus és a Linde-Hampson körfolyamat. Ide tartozik a gázok cseppfolyósítása is.
A hőszivattyú, hőerőgép esetén a hőmérsékletek alacsonyabbak, különleges közegeket alkalmaznak. 

## A körfolyamatok fajtái állapotváltozások szerint
A termodinamikai körfolyamatok (ideális esetben) 3 vagy több (általában 4) állapotváltozásból állnak. Az állapotváltozások a következők lehetnek:
- izoterm állapotváltozás (állandó hőmérsékleten, folyamatos hőfelvétel vagy leadás mellett)
- izobár állapotváltozás (állandó nyomáson)
- izochor állapotváltozás (állandó térfogaton)
- adiabatikus állapotváltozás (a munkaközeg nem vesz fel és nem is ad le a környezetéből hőt)
  - izentropikus állapotváltozás, reverzibilis adiabatikus állapotváltozás (a munkaközeg nem vesz fel és nem is ad le a környezetéből hőt - és az entrópia állandó)
- izentalpikus állapotváltozás (az entalpia állandó)

Néhány példa a körfolyamatokra:
| Körfolyamat                                                           | Kompresszió  | Hőbevezetés | Expanzió     | Hőelvonás |
| --------------------------------------------------------------------- | ------------ | ----------- | ------------ | --------- |
| A hőerőgép ciklusok általában külső égéssel vagy hőszivattyú ciklusok |              |             |              |           |
| Ericsson (első, 1833) Brayton                                         | adiabatikus  | izobár      | adiabatikus  | izobár    |
| Bell Coleman (Fordított Brayton)                                      | adiabatikus  | izobár      | adiabatikus  | izobár    |
| Carnot                                                                | izentropikus | izoterm     | izentropikus | izoterm   |
| Stoddard                                                              | adiabatikus  | izochor     | adiabatikus  | izochor   |
| Stirling                                                              | izoterm      | izochor     | izoterm      | izochor   |
| Ericsson (második, 1853)                                              | izoterm      | izobár      | izoterm      | izobár    |
| Belső égésű hőerőgép körfolyamatok                                    |              |             |              |           |
| Otto (benzin)                                                         | adiabatikus  | izochor     | adiabatikus  | izochor   |
| Diesel                                                                | adiabatikus  | izobár      | adiabatikus  | izochor   |
| Brayton (sugárhajtás)                                                 | adiabatikus  | izobár      | adiabatikus  | izobár    |
| Lenoir (pulzáló sugárhajtás) (a 4 állapotváltozásból 3 különböző)     | izobár       | izochor     | adiabatikus  | izobár    |